# تالیا مونرو
تالیا مونرو (انگلیسی: Thalia Munro؛ زادهٔ march ۸, ۱۹۸۲ (۴۳ سال)) ورزشکار واترپلو اهل ایالات متحده آمریکا است.
وی در مسابقات کشوری و بین‌المللی در مجموع برندهٔ ۱ مدال طلا، ۱ مدال نقره، ۱ مدال برنز شده‌است.